# Daniel London
Daniel London (* 1973) ist ein US-amerikanischer Film- und Theaterschauspieler.

## Leben
London studierte am Oberlin College in Ohio.
Er begann seine Karriere zunächst am Theater. Ab Ende der 1990er Jahre war er auch in Film- und Fernsehproduktionen zu sehen. In der Tragikomödie Patch Adams war er an der Seite von Robin Williams als Truman Schiff zu sehen. 2002 übernahm er in Steven Spielbergs Science-Fiction-Film Minority Report die Rolle des Hausmeisters Wally. Die gleiche Rolle übernahm er 2015 in der gleichnamigen Fernsehserie erneut. Eine Hauptrolle hatte er in dem von Kritikern gefeierten Independentfilm Old Joy unter Regie von Kelly Reichardt als einer von zwei Freunden, die gemeinsam einen Wochenendtrip machen und das Erkalten ihrer Freundschaft feststellen müssen.
Daneben war er in zahlreichen Gastrollen in Fernsehserien wie Die Sopranos, Criminal Intent – Verbrechen im Visier, Law & Order, Good Wife, Blue Bloods – Crime Scene New York oder The Americans zu sehen. 2014 übernahm er in mehreren Folgen der Fernsehserie Manhattan die Rolle von Robert Oppenheimer, dem „Vater der Atombombe“.
London lebt mit seiner Frau, der Sängerin und Musikerin Megan Reilly, und den zwei gemeinsamen Töchtern in Brooklyn.

## Filmografie (Auswahl)
- 1997: Geiseln der Verdammnis (The Garden of Redemption, Fernsehfilm)
- 1998: Die Kriegerin (A Soldier’s Sweetheart)
- 1998: Patch Adams
- 1999: Third Watch – Einsatz am Limit (Third Watch, Fernsehserie, 1 Episode)
- 2000: Lisa Picard Is Famous
- 2000: Four Dogs Playing Poker
- 2001: My Best Friend’s Wife
- 2002: Jede Menge Ärger (Big Trouble)
- 2002: Minority Report
- 2002: Die Sopranos (The Sopranos, Fernsehserie, 2 Episoden)
- 2002, 2010: Criminal Intent – Verbrechen im Visier (Law & Order: Criminal Intent, Fernsehserie, 2 Episoden)
- 2005: Rent
- 2006: Old Joy
- 2007: Arranged
- 2008: The Toe Tactic
- 2008: Law & Order (Fernsehserie, 1 Episode)
- 2008: Synecdoche, New York
- 2009: Fringe – Grenzfälle des FBI (Fringe, Fernsehserie, 1 Episode)
- 2009: Nurse Jackie (Fernsehserie, 2 Episoden)
- 2009: The Bridge to Nowhere
- 2009: Good Wife (The Good Wife, Fernsehserie, 1 Episode)
- 2010: Armless
- 2010: It’s Kind of a Funny Story
- 2011: Weekends at Bellevue (Fernsehfilm)
- 2011: Mildred Pierce (Miniserie, 2 Episoden)
- 2011: In Northwood
- 2012: The Exhibitionists
- 2013: Blue Bloods – Crime Scene New York (Blue Bloods, Fernsehserie, 1 Episode)
- 2013: Concussion – Leichte Erschütterung (Concussion)
- 2013: Clutter
- 2014: Listen Up Philip
- 2014: The Americans (Fernsehserie, 1 Episode)
- 2014: Black Box (Fernsehserie, 1 Episode)
- 2014: Gotham (Fernsehserie, 1 Episode)
- 2014: Saint Janet
- 2014–2015: Manhattan (Fernsehserie, 8 Episoden)
- 2015: Minority Report (Fernsehserie, 10 Episoden)
- 2016: The Blacklist (Fernsehserie, 1 Episode)
- 2016: Elementary (Fernsehserie, 1 Episode)
- 2016: Blindspot (Fernsehserie, 1 Episode)
- 2018: Bull (Fernsehserie, 1 Episode)
- 2018: Instinct (Fernsehserie, 1 Episode)
- 2018: Deception – Magie des Verbrechens (Deception, Fernsehserie, 1 Episode)
- 2018: Vox Lux
- 2018: God Friended Me (Fernsehserie, 1 Episode)
- 2019: The Report
- 2020: Hollywood (Fernsehserie, 2 Episoden)

## Theater (Auswahl)
- 1998: Impossible Marriage (Laura Pels Theatre, New York City)
- 2001: More Lies About Jerzy (Vineyard Theater, New York City)
- 2005: Critical Darling (Lion Theatre, New York City)
- 2009: Offices (Linda Gross Theater, New York City)